# Cantarranas, Guerrero
Cantarranas är en ort i Mexiko.   Den ligger i kommunen Florencio Villarreal och delstaten Guerrero, i den södra delen av landet, 300 km söder om huvudstaden Mexico City. Cantarranas ligger 36 meter över havet och antalet invånare är 178.
Terrängen runt Cantarranas är huvudsakligen platt, men åt nordost är den kuperad. Runt Cantarranas är det ganska tätbefolkat, med 65 invånare per kvadratkilometer. Närmaste större samhälle är Cruz Grande, 2,7 km nordväst om Cantarranas. Omgivningarna runt Cantarranas är en mosaik av jordbruksmark och naturlig växtlighet.